# خانه درختی ۱۳ طبقه
خانه درختی ۱۳ طبقه کتابی منتشر شده در سال ۲۰۱۱ است. این کتاب را اندی گریفیتس نوشته و تری دنتون آن را تصویرگری کرده‌است. این کتاب ماجرای دو دوست به نام تری و اندی است که باهم ماجراهای جالبی را رقم می‌زنند. اندی کتاب‌هایشان را می‌نویسد و تری نقاشی می‌کشد. آن دو در یک خانه درختی محیرالعقول که در هر کتاب به آن ۱۳ طبقه اضافه می‌شوند، زندگی می‌کنند. آن‌ها یک دوست به نام جیل دارند که با حیوانات زیادی در یک کلبه در جنگل زندگی می‌کند. ناشر کتاب‌هایی که اندی و تری در داستان می‌نویسند، انتشاراتی به نام انتشارات غول دماغ است و مدیر آن، آقای غول دماغ، همیشه در صفحات ۳۲ ، ۳۰ یا ۳۴ داستان به اندی و تری زنگ می‌زند تا مهلت تحویل کتاب را به یاد اندی و تری بیندازد؛ که اگر خیلی عصبانی شود دماغش می‌ترکد. آنها از سبزیجات متنفرند و مارشمالو دوست دارند.
خانه درختی ۱۳ طبقه در سال ۲۰۱۲ برنده جایزه صنعت کتاب استرالیا شد.

## در ایران
این کتاب در ایران توسط انتشارات هوپا منتشر شد.

## کتابهای دیگر این مجموعه
- خانه درختی ۲۶ طبقه (توزیع در سپتامبر ۲۰۱۲)
- خانه درختی ۳۹ طبقه (توزیع در سپتامبر ۲۰۱۳)
- خانه درختی ۵۲ طبقه (توزیع در اوت ۲۰۱۴)
- خانه درختی ۶۵ طبقه (توزیع در اوت ۲۰۱۵)
- خانه درختی ۷۸ طبقه (توزیع در اوت ۲۰۱۶)
- خانه درختی ۹۱ طبقه (توزیع در اوت ۲۰۱۷)
- خانه درختی ۱۰۴ طبقه (توزیع در ژوئیه ۲۰۱۸)
- خانه درختی ۱۱۷ طبقه (توزیع در ژوئیه ۲۰۱۹)
- خانه درختی ۱۳۰ طبقه (توزیع در اکتبر ۲۰۲۰)
- خانه درختی ۱۴۳ طبقه (توزیع در اکتبر ۲۰۲۱)